# Juan Ramón Verón
Juan Ramón Verón (né le 17 mars 1944 à La Plata en Argentine et mort le 27 mai 2025), est un footballeur argentin des années 1960 et 1970, qui joue au poste de milieu de terrain ou d'attaquant à Estudiantes, au Panathinaïkos, à Junior et au Cúcuta Deportivo ainsi qu'en équipe d'Argentine.
Verón ne marque aucun but lors de ses quatre sélections avec l'équipe d'Argentine entre 1968 et 1971. Son fils Juan Sebastián est également footballeur professionnel.

## Biographie
Juan Ramón Verón est né à La Plata, en Argentine, le 17 mars 1944. Il joue pour le club local, l'Estudiantes de La Plata, et fait ses débuts avec l'équipe première le 12 décembre 1962, à 18 ans. Estudiantes s'incline 4-0 contre Boca Juniors. Il ne rejouera plus avant 1965, et une saison où il dispute 25 matchs avec l'équipe première. Dès lors, Veron devient un élément important de l'équipe, qui remporte le championnat d'Argentine en 1967, puis trois fois consécutivement la Copa Libertadores en 1968, 1969 et 1970. Il marque notamment trois buts lors des trois finales de l'édition 1968. Avec lui le club remporte également la Coupe intercontinentale de 1968.
En 1972, il est transféré en Europe, en Grèce au Panathinaïkós. Il y joue 3 saisons, au cours desquelles il marquera 22 buts en 57 matchs. Il retourne à Estudiantes en 1975, passe une saison en Argentine où il inscrit 9 buts en 43 matchs, avant de repartir, cette fois en Colombie, au Deportiva Junior. Il joue 85 matchs et marque 34 buts. Grâce à lui, le club remporte son premier championnat de Colombie de son histoire, et Veron devient rapidement l'idole des supporters.
Il s'en va cependant en 1976 pour un autre club colombien, le Cúcuta Deportivo. Il marquera 21 buts en 39 matchs, mais ne gagnera pas de titre. Il finira sa carrière dans son club d'Estudiantes, et pour sa dernière saison inscrit 9 buts en 35 matchs.
Juan Ramon Veron aura également disputé 4 matchs avec l'équipe d'Argentine, mais ne marquera jamais. Connu pour son talent balle au pied, et sa faculté à marquer, la sorcière comme il était surnommé est considéré comme l'un des plus grands joueurs de l'histoire d'Estudiantes, avec qui il aura disputé 324 et marqué 90 buts. Son fils, Juan Sebastián Verón, qui est passé entre autres par Manchester United et l'Inter, est également considéré comme un des meilleurs joueurs du club argentin. 

## Club
| Club                    | Pays      | Années      | MJ  | B  |
| ----------------------- | --------- | ----------- | --- | -- |
| Estudiantes de La Plata | Argentine | 1962 - 1972 | 212 | 63 |
| Panathinaikos FC        | Grèce     | 1972 - 1975 | 57  | 22 |
| Estudiantes de La Plata | Argentine | 1975 - 1976 | 43  | 9  |
| Junior de Barranquilla  | Colombie  | 1976 - 1977 | 85  | 34 |
| Cúcuta Deportivo        | Colombie  | 1978 - 1979 | 39  | 21 |
| Estudiantes de La Plata | Argentine | 1980 - 1981 | 35  | 9  |

- 1962-1972 : Estudiantes
- 1972-1975 : Panathinaïkós
- 1975 : Estudiantes
- 1976-1977 : Junior
- 1978-1979 : Cúcuta Deportivo
- 1980-1981 : Estudiantes  [3]

## Palmarès

### En équipe nationale
- 4 sélections et 0 but avec l'équipe d'Argentine entre 1968 et 1971

### Avec l'Estudiantes
- Vainqueur de la Copa Libertadores en 1968, 1969 et 1970
- Vainqueur de la Coupe intercontinentale en 1968
- Vainqueur de la Copa Interamericana en 1968
- Vainqueur du Championnat d'Argentine en 1967 (Championnat Metropolitano)

### Avec l'Atlético Junior
- Vainqueur du Championnat de Colombie de football en 1977